# Алехандро Балде
Алехандро Балде Мартинез (шп. Alejandro Balde Martínez; рођен 18. октобра 2003) је шпански професионални фудбалер који игра на позицији левог бека за клуб Барселона и репрезентацију Шпаније.

## Клупска каријера
Рођен је у Барселони, Каталонија, отац му је из Гвинеје-Бисао, а мајка из Доминиканске Републике. Балде је 2011. године, са осам година, прешао у Барселону након што је претходно наступао за млађе категорије Еспањола. У јулу 2021. потписао је нови уговор са Барселоном до 2024. године, са откупном клаузулом од 500 милиона евра.
Импресионирао је током припрема пред сезону 2021/22. и започео сезону као примарна замена Жордију Алби на Камп Ноу. Седео је на клупи у уводним мечевима сезоне против Реал Сосиједада и Атлетик Билбаа. Дебитовао је за први тим Барселоне 14. септембра 2021. у 74. минуту меча групне фазе Лиге шампиона против Бајерна из Минхена, када је заменио Албу.
Од почетка сезоне 2022/23, тренер Шави му је дао већу улогу, па је имао више стартова у лиги од Албе и више минута у важним мечевима. Свој први гол за клуб постигао је 14. маја 2023. у победи од 4:2 против Еспањола, у мечу у којем је Барселона освојила титулу шампиона Шпаније.
Дана 20. септембра 2023. објављено је да ће Балде потписати нови уговор са клубом до 2028. године, са откупном клаузулом од милијарду евра. Повредио се 24. јануара 2024. у мечу Купа краља против Атлетика из Билбаа, у ком је морао да напусти терен у сузама због повреде тетиве бутног мишића. Подвргнут је операцији и пропустио остатак сезоне.
Први гол у Ел Класику постигао је 12. јануара 2025. у финалу Суперкупа Шпаније, када је постигао четврти гол Барселоне у победи од 5:2.

## Репрезентативна каријера
Балде је по оцу пореклом из Гвинеје-Бисао и био је у могућности да наступа за ту селекцију или за Шпанију, али је изабрао да наступа за „Ла Роху“. Изненада је позван у репрезентацију два дана пре почетка Светског првенства 2022., након што се Хосе Гаја повредио на тренингу. Дебитовао је 23. новембра 2022. у победи од 7:0 против Костарике, када је ушао у игру у 64. минуту уместо Џордија Албе.

## Стил игре
Алехандро Балде је познат по својој експлозивној брзини, агилности и офанзивним способностима, што га чини изузетно динамичним на левој страни терена. Његова способност да прави „оверлап“ и „андерлап“ трчања омогућава му да прошири противничке одбране и створи бројчану предност на бочним позицијама. Захваљујући вештинама дриблинга, у стању је да пролази кроз уске просторе и успешно се носи са противницима у ситуацијама један на један.
Под вођством тренера Хансија Флика, Балде је добио улогу сличну оној коју је имао Алфонсо Дејвис у Бајерну — офанзивног бека који доприноси нападу. У текућој сезони постигао је један гол и забележио седам асистенција, чиме се приближио најбољим бројкама Дејвиса под Фликом.
Играјући све зрелије, Балде је значајно напредовао и у дефанзивним задацима, побољшао је позиционирање и дуеле у одбрани. Његова брзина му омогућава да се ефикасно враћа у одбрану и спречава контре. Упркос офанзивној улози, показује зрелост у доношењу одлука на терену и добро балансира између нападачких и одбрамбених обавеза.
Стил игре Алехандра Балдеа представља савремени прототип офанзивног бека – комбинацију техничких вештина, тактичке интелигенције и физичких способности, што му омогућава да утиче на игру и у нападу и у одбрани.

## Спољaшње везе
- Профил на веб-сајту ФК Барселона
- Профил на веб-сајту Краљевског шпанског фудбалског савеза (језик: шпански)